# Tritão-comum
O tritão-comum (Lissotriton vulgaris) é uma espécie de anfíbio caudado pertencente à família Salamandridae.